# Mads Albæk
Mads Winther Albæk (* 14. Januar 1990 in Gadstrup) ist ein dänischer Fußballspieler.

## Karriere

### Mads Albæk im Vereinsfußball
Mads Albæk, geboren in Gadstrup, einem Ort mit rund 2.000 Einwohnern im Osten von Seeland, spielte bei verschiedenen Vereinen auf der Insel, unter anderem bei Herfølge BK (heute HB Køge), bevor er 2004 in die Jugend des FC Midtjylland wechselte. Beim Verein aus Herning, einer Stadt in Mitteljütland mit rund 50.000 Einwohnern, erhielt er im Januar 2008 einen Vertrag bis 2012. In der Folge trainierte Albæk regelmäßig bei der ersten Mannschaft und stieg im Sommer 2008 in die Profimannschaft auf, doch sein Debüt in der Superligæn folgte am 28. Februar 2009, als der 19-jährige beim 1:1-Unentschieden im Heimspiel gegen Esbjerg fB in der Startelf stand und auch durchspielte. In der Folge kam er regelmäßig zum Einsatz und auch in der Folgesaison hatte er regelmäßig gespielt, wobei er nicht oft in der Startformation stand. In der Saison 2009/10 erreichte Mads Albæk mit dem FC Midtjylland das Finale im dänischen Pokal, unterlag dort allerdings dem FC Nordsjælland mit 0:2. In der neuen Saison hatte er noch zunächst regelmäßig gespielt, hatte dann allerdings bis zum Ende der Hinrunde nur auf der Bank gesessen oder gehörte nicht zum Spieltagskader. In der Rückrunde der Saison spielte Albæk wieder regelmäßig und erreichte mit dem FC Midtjylland erneut das Finale im dänischen Pokal, wo man in einer Neuauflage des Endspiels von vor einem Jahr dem FC Nordsjælland abermals sich geschlagen geben musste. Anders als vor einem Jahr saß er auf der Bank. Seinen Durchbruch hatte Mads Albæk in der Saison 2012/13, als er sich nun in der Stammelf etablierte und mit neun Toren sowie zwei Torvorlagen in 32 Spielen an elf der 51 Saisontoren seines Vereins beteiligt war.
Daraufhin wechselte er nach Frankreich in die Ligue 1 zu Stade Reims. In seiner ersten Saison kam Albæk regelmäßig zum Einsatz und absolvierte dabei 27 Partien, in denen er zwei Tore erzielte und ebenso viele Vorlagen gab. Den Großteil der folgenden Saison verpasste er aufgrund einer Leistenoperation. Obwohl von einem Wechsel nach Israel zu Maccabi Haifa die Rede war, schloss sich Mads Albæk dem schwedischen Erstligisten IFK Göteborg an. Dort erkämpfte er sich einen Stammplatz und wurde Leistungsträger. Dabei wurde Albæk zumeist als defensiver Mittelfeldspieler eingesetzt. 2017 zog es ihn nach Deutschland zum Zweitligisten 1. FC Kaiserslautern. Zu Saisonbeginn Stammspieler, verpasste Mads Albæk den Großteil der Saison aufgrund einer Schambeinreizung. Der 1. FC Kaiserslautern entließ in höchster Abstiegsnot Trainer Norbert Meier, sein Nachfolger wurde Michael Frontzeck. Unter ihm stieg der Traditionsverein aus der Pfalz zum ersten Mal in der Vereinsgeschichte in die Drittklassigkeit ab. Dabei war Albæk nun genesen und hatte im Saisonschlussspurt noch drei Spiele absolviert.
Trotz des historischen Abstiegs blieb Albæk in der Pfalz und peilte mit dem 1. FC Kaiserslautern die Rückkehr in die 2. Bundesliga an. Am 5. Spieltag der Drittliga-Saison 2018/19 wurde er nach dem Spiel gegen den Karlsruher SC zur Dopingkontrolle ausgewählt. Trotz Aufforderung durch den Dopingarzt ging er nach dem Spiel nicht unmittelbar in den Dopingkontrollraum, sondern zunächst in die Mannschaftskabine und erschien erst fünf Minuten später zur Dopingkontrolle. Das Sportgericht des DFB wertete dieses Verhalten als Verstoß gegen die Anti-Doping-Richtlinien und sprach Geldstrafen in Höhe von je 4.000 € gegen Albæk und den FCK sowie eine Geldstrafe in Höhe von 2.500 € gegen den Anti-Doping-Beauftragten des Vereins aus.
Insgesamt absolvierte Mads Albæk in dieser Saison 22 Partien und war dabei Stammspieler, konnte allerdings das Verpassen des Aufstieges – der 1. FC Kaiserslautern spielte im Mittelfeld der Tabelle – nicht verhindern.
Im Sommer 2019 unterschrieb er einen Vierjahresvertrag beim dänischen Erstligisten SønderjyskE. Beim Verein aus Haderslev, einer Stadt mit rund 22.000 Einwohnern unweit der deutschen Grenze, eroberte sich Albæk einen Stammplatz und gewann mit SønderjyskE den dänischen Pokal. Im Ligaalltag lief es nicht ganz so erfolgreich, da man gegen den Abstieg kämpfte, freilich wurde in der Abstiegsrunde der Klassenerhalt eingetütet. In der Folgesaison stand Mads Albæk mit dem Verein erneut im Pokalfinale, verlor allerdings dort gegen Randers FC. 2022 stieg er mit SønderjyskE tatsächlich aus der Superligæn in die 1. Division ab. In der Zweitklassigkeit in Dänemark war Albæk während der regulären Saison Stammspieler, verlor allerdings in der Aufstiegsrunde seinen Stammplatz. Dort verpasste SønderjyskE als Dritter den direkten Wiederaufstieg. Im Juli 2023 unterschrieb Albæk bei Randers FC. Dort war er kein Stammspieler und kam zu lediglich 15 Einsätzen, überwiegend als Einwechselspieler. Albæk musste mit seinem Verein in die Abstiegsrunde, in der allerdings der Klassenerhalt geschafft werden konnte. Zudem qualifizierte sich der Verein für das ligainterne Entscheidungsspiel um die Teilnahme am europäischen Wettbewerb, wo sie allerdings mit 1:2 gegen den FC Kopenhagen verloren. Daraufhin war die Zeit von Albæk in Randers wieder beendet.
Er wechselte daraufhin in die deutsche Regionalliga Nord zum SC Weiche Flensburg 08 aus dem unweit der dänischen Grenze gelegenen Flensburg.

### Mads Albæk in der Nationalmannschaft

#### Nachwuchsnationalmannschaften
Albæk war Nachwuchsnationalspieler Dänemarks und kam zu Einsätzen in den Altersklassen U-16, U-17, U-18, U-19, U-20 und U-21. Mit letzterer nahm er an der EM 2011 im eigenen Land teil, schied mit ihnen allerdings nach der Gruppenphase aus. Dabei kam Albæk beim 2:1-Sieg gegen Belarus zu seinem einzigen Turniereinsatz.

#### A-Nationalmannschaft
Albaek kam im Januar 2012 gegen Norwegen, gegen die Olympiaauswahl Südkoreas und gegen Thailand zu Einsätzen für die „Ligalandsholdet“, einer A-Nationalmannschaft Dänemarks, für die ausschließlich Spieler dänischer Klubs sowie Vereinen aus dem übrigen Skandinavien nominiert werden. Der dänische Fußballverband (DBU) wertet diese Partien nicht als offizielle Länderspiele. Am 16. Januar 2013 wurde Albæk erneut für die Liga-Nationalmannschaft nominiert und kam dann in den Partien gegen die Kanada und gegen Mexiko zum Einsatz.

## Erfolge
SønderjyskE
- Dänischer Pokalsieger: 2019/20

## Privates
Albæk lebt mit seiner Familie in der Nähe von Herning.